# Remigijus Pocius
Remigijus Pocius (21 marzo 1968) è un ex calciatore lituano, di ruolo attaccante.

## Carriera
In carriera ha realizzato 173 marcature.

## Palmarès

### Club
- Campionato lituano: 2

ROMAR Mažeikiai: 1993-1994
Kaunas: 2000

### Individuale
- Capocannoniere dell'A Lyga: 2

1996-1997 (14 gol), 2001 (22 gol)